# Verkkosaari (ö i Norra Savolax, Nordöstra Savolax, lat 63,70, long 28,21)
Verkkosaari är en ö i Finland. Den ligger i sjön Ahveninen och i kommunen Rautavaara i den ekonomiska regionen  Nordöstra Savolax ekonomiska region  och landskapet Norra Savolax, i den centrala delen av landet, 400 km norr om huvudstaden Helsingfors. Öns area är 0,1 hektar och dess största längd är 60 meter i sydöst-nordvästlig riktning.